# Čong Kjong-mi
Čong Kjong-mi (* 26. července 1985 Kunsan, Jižní Korea) je bývalá korejská zápasnice-judistka, bronzová olympijská medailistka z roku 2008.

## Sportovní kariéra
V jihokorejské reprezentaci se pohybovala od roku 2005 v polotěžké váze do 78 kg. Připravovala se na univerzitě v Jonginu. V roce 2007 vybojovala třetím místem na mistrovství světa v Riu přímou kvalifikaci na olympijské hry v Pekingu v roce 2008. Na olympijské hry vyladila formu, ve čtvrtfinále porazila na ippon svojí osobní technikou ippon-seoi-nage Němku Heide Wollertovou. V semifinále však nezvládla hru nervů s dobře připravenou Kubánkou Yalennis Castillovou a prohrála na šido. V boji o třetí místo nastoupila proti Brazilce Edinanci Silvaové. V polovině zápasu poslala soupeřku technikou harai-makikomi na yuko a následně jí dostala do držení. Získala bronzovou olympijskou medaili.
V roce 2010 získala zlatou medaili na Asijských hrách, ale v konkurenci evropských a amerických polotěžkých vah se jí přestalo dařit. Zápasy nezvládala takticky a pravidelně končila v prvních kole na větší počet napomenutí. Ne jinak tomu bylo v roce 2012 na olympijských hrách v Londýně, kde vypadla v úvodním kole s Japonkou Akari Ogataovou po dvou napomenutích na juko. V roce 2014 obhájila zlatou medaili na Asijských hrách. Sportovní kariéru ukončila v roce 2015. Pracuje jako policistka.

### Vítězství na mezinárodních turnajích
- 2005 - 1x světový pohár (Čedžu)
- 2008 - 1x světový pohár (Čedžu)
- 2009 - 1x světový pohár (Ulánbátar)
- 2010 - 2x světový pohár (Taškent, Suwon)
- 2012 - 3x světový pohár (Sofie, Apia, Čedžu)
- 2013 - 2x světový pohár (Oberwart, Čedžu)
- 2014 - 1x světový pohár (Wollongong)

## Výsledky
| Turnaj            | 2002           | 2003           | 2004           | 2005           | 2006           | 2007           | 2008           | 2009           | 2010           | 2011           | 2012           | 2013           | 2014           |
| Turnaj            | 17             | 18             | 19             | 20             | 21             | 22             | 23             | 24             | 25             | 26             | 27             | 28             | 29             |
| Turnaj            | polotěžká váha | polotěžká váha | polotěžká váha | polotěžká váha | polotěžká váha | polotěžká váha | polotěžká váha | polotěžká váha | polotěžká váha | polotěžká váha | polotěžká váha | polotěžká váha | polotěžká váha |
| ----------------- | -------------- | -------------- | -------------- | -------------- | -------------- | -------------- | -------------- | -------------- | -------------- | -------------- | -------------- | -------------- | -------------- |
| Olympijské hry    |                |                | —              |                |                |                | 3.             |                |                |                | úč.            |                |                |
| Mistrovství světa |                | —              |                | úč.            |                | 3.             |                | úč.            | úč.            | úč.            |                | —              | —              |
| Asijské hry       | —              |                |                |                | —              |                |                |                | 1.             |                |                |                | 1.             |
| Mistrovství Asie  |                | —              | —              | 3.             |                | —              | 2.             | 1.             |                | 2.             | 3.             | 1.             |                |
| Univerziáda       |                | —              |                |                |                | —              |                | 2.             |                | 3.             |                | —              |                |
| Akademické MS     |                |                | úč.            |                | 1.             |                |                |                |                |                |                |                |                |
| MS juniorů        | 5.             |                | úč.            |                |                |                |                |                |                |                |                |                |                |